# Artiom Maltsev
Artiom Máltsev –en ruso, Артём Мальцев– (24 de mayo de 1993) es un deportista ruso que compite en esquí de fondo. Ganó una medalla de plata en el Campeonato Mundial de Esquí Nórdico de 2021, en la prueba por relevos.

## Palmarés internacional
| Campeonato Mundial | Campeonato Mundial    | Campeonato Mundial | Campeonato Mundial |
| Año                | Lugar                 | Medalla            | Prueba             |
| ------------------ | --------------------- | ------------------ | ------------------ |
| 2021               | Oberstdorf (Alemania) | Medalla de plata   | Relevo 4 × 10 km   |